# 楊時馨
楊時馨（1540年—？），字維德，河南開封府祥符縣民籍，江西鄱陽縣人，明朝政治人物、進士出身。

## 生平
祥符县学增广生，萬曆元年（1573年）癸酉科河南鄉試第七十七名，萬曆二年（1574年）甲戌科會試第二百八十名，登三甲第五十八名進士。授户部主事，丁忧，起补工部屯田司主事，管理易州山厂。神宗嘉其能力，晋俸一级。又督建慈宁、乾光等宫殿工程，完工後，赏赐金绮。修缮明皇陵及邠哀王朱常漵、仙居公主陵墓，晋虞衡司郎中，升山东按察司副使，因与巡抚宋應昌不合，辞官归乡，一年后去世。

## 家族
曾祖父楊濬，曾任良醫 贈左長史；祖父楊棨，曾任良醫 贈知縣；父楊西山，號月林，曾任儀賓 封奉訓大夫。母封餘姚縣君。具庆下。兄杨时誉（贡士）、杨时宁（吏部主事）、從兄杨续进。從弟杨四知（同科進士）、弟杨时雍。